# 藤本浩二
藤本 浩二（ふじもと こうじ、1967年8月4日 - ）は、徳島県出身の俳優。身長170cm。体重55kg。血液型はA型。自転車キンクリーツカンパニー所属。早稲田大学演劇研究会出身。

## 出演作品

### テレビドラマ
NHK
- 大河ドラマ / 龍馬伝（2010年）

日本テレビ
- 出逢った頃の君でいて（1994年） - 石井 役
- おしおきシスターズ（1998年）
- 最後の弁護人（2003年）
- 共犯者（2003年）
- ヒットメーカー 阿久悠物語（2008年）
- 銭ゲバ（2006年）
- 妖怪人間ベム（2011年） - 交番の警官 役

TBS
- Beautiful Life 〜ふたりでいた日々〜（2000年）
- QUIZ（2000年）
- 真夏のメリークリスマス（2000年）
- たのしい幼稚園（2001年）
- サラリーマン金太郎 第3期（2002年）
- 温泉へ行こう 第3シリーズ（2002年）
- またのお越しを（2003年）
- 刑事☆イチロー（2003年）
- 逃亡者 RUNAWAY（2004年）
- 犯人よ、話してくれてありがとう（2005年）
- クロサギ（2006年）
- 小児救急カルテ〜いのち110番（2006年）
- 検事・沢木正夫2 公訴取消し〜（2006年）
- 警視庁鑑識課〜南原幹司の鑑定〜（2011年）

フジテレビ
- 踊る大捜査線 歳末特別警戒スペシャル（1997年）
- カバチタレ!（2001年）
- ダイヤモンドガール（2003年）
- アットホーム・ダッド（2004年）
- のだめカンタービレ（2006年）

テレビ朝日
- ああ探偵事務所（2004年）
- 相棒
  - （2005年） - 警官 役
  - （2006年） - 河野誠吾 役
  - （2014年） - 的場太一 役
  - （2022年） - 吾妻元彦 役
- PS羅生門 警視庁東都署（2006年）
- 特捜9 season7 第4話（2024年4月24日） - 御子柴一成 役[2]

BSフジ
- JJ ma-ma! Yuko Asano's sit-com-show（2000年）

### 映画
- 北の零年（2005年） - 稲田藩の若い侍 役
- 桃まつり presents 真夜中の宴「明日のかえり路」（2008年）
- プラスワンvol．3「下校するにはまだ早い」（2010年）
- きっと忘れない（2013年） - 鐘築治 役

### 舞台
- 飛龍伝'92（1992年）
- プリズンホテル（1993年）
- 飛龍伝'94（1994年）
- 第17捕虜収容所（1997年・2001年）
- セルロイドレストラン（1997年）
- ラパン・アジールに来たピカソ（1997年）
- NAKED（1997年）
- LINX（1998年）
- 俳優の幸福（1998年）
- ピーター・パン（2001年 - 2003年）
- おーい、救けてくれ!（2002年）
- ウインズロウ・ボーイ（2005年）
- 楽園（2006年）
- 2学期の風（2006年）
- S町の物語（2008年）

### CM
- ジャパンビバレッジホールディングス（1999年 - 2002年）
- 大正製薬・「アイリスNEO」（2005年）
- NTTドコモ・「らくらくホン 母の日篇」（2007年）※ラジオCM
- 矢島美容室PV（2008年）

### ラジオ
- FMシアター・「ホテル・ロワイヤル」（2001年）